# Daniel Hopfer

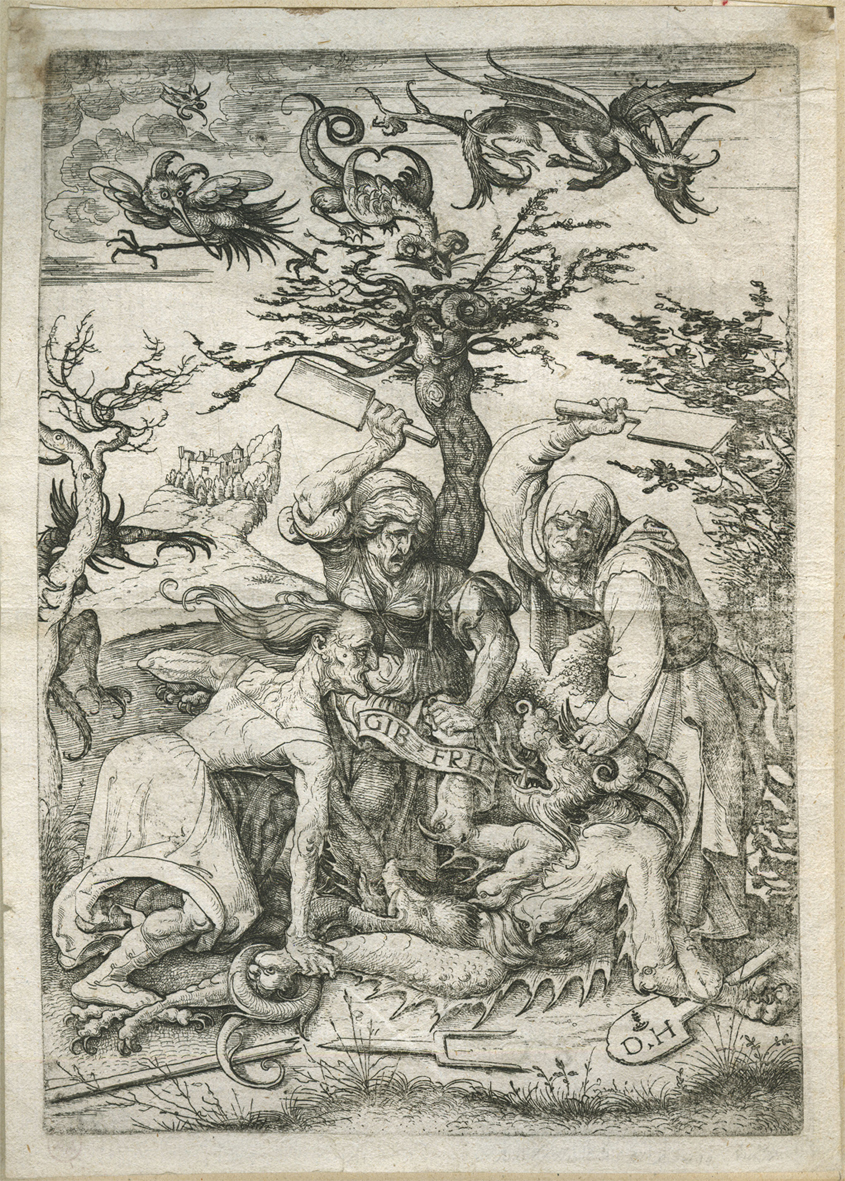
Gib Frid

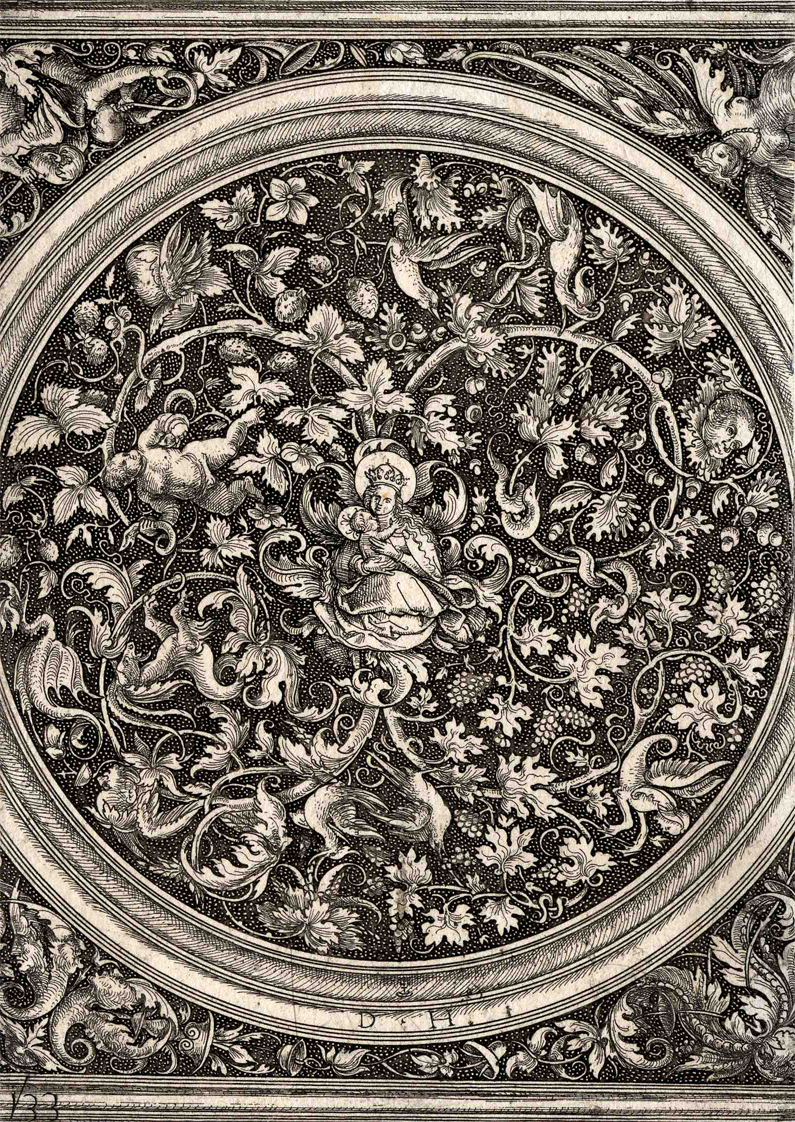
Maria com Jesus

Daniel Hopfer (1470, Kaufbeuren – 1536, Augsburg) foi um artista alemão. Ele é tido por especialistas como o primeiro a usar água-forte em impressões, ainda no final do século XV. Também trabalhou com xilogravura. 
Daniel teve três filhos, Jörg, Hieronymus e Lambert. Os últimos dois continuaram a profissão do pai no uso da água-forte, Hieronymus em Nuremberg e Lambert, em Augsburg. Os dois filhos de Jörg, Georg e Daniel, também foram gravadores famosos, patrocinados por Maximiliano II, cujo sucessor, Rodolfo II, fez com que Georg entrasse para a nobreza.
Daniel foi treinado com o uso da água-forte em armaduras. Uma, que hoje está no Germanisches Nationalmuseum, de Nuremberg, é prova desse trabalho. A interação de água-forte com metais era conhecida na Europa desde cerca de 1400, mas a elaborada decoração de armaduras, pelo menos na Alemanha, foi um arte possivelmente importada da Itália pelo final do século XV. Acredita-se que Hopfer já trabalhava com água-forte no começo de 1500, bem antes de Dürer.[carece de fontes?]
Apesar da diversidade do trabalho, os Hopfer copiaram várias obras de outros artistas, tais como Andrea Mantegna, Albrecht Dürer, Jacopo de' Barbari, Marcantonio Raimondi e Albrecht Altdorfer, entre outros. 